# Озерной (полуостров)
Полуо́стров Озерно́й — один из четырёх крупных полуостровов Камчатки на тихоокеанском побережье, четвёртый на север от Петропавловска.
Озерной полуостров находится к северу от Камчатского полуострова. На полуострове находится Озерной мыс (самая восточная точка полуострова), на котором расположен маяк. Также на полуострове находятся мысы Южный, Двойной (южнее Озерного мыса) и Низкий, Перевальный, Каменистый, Начикинский, Северо-Западный (севернее мыса Озерной). Крупные реки: Озерная, Маламваям, Македония, Ольховая, Конская, Щипатинская. Полуостров разделяет залив Озерной и Карагинский залив. В северной части полуострова Укинская губа и лагуна Маламваям с запада и Берингово море с востока образуют Начикинский полуостров.
Рельеф полуострова преимущественно горный. Высочайшая точка — гора Начикинская (1210 м). Другие горы: Гребень (805 м), Двойная (729 м), Рыцарь (645 м), Клык (585 м), Трёхгранная (499 м), сопка Шагаевская (387), Увал (362 м), Развилок (285 м). В южной части полуострова расположен Начикинский хребет высотой до 485 м.
Рядом с полуостровом глубины моря до 3163 м. На восточном побережье в 2,5 км от берега расположен остров Манджур.